# Pietrelcina

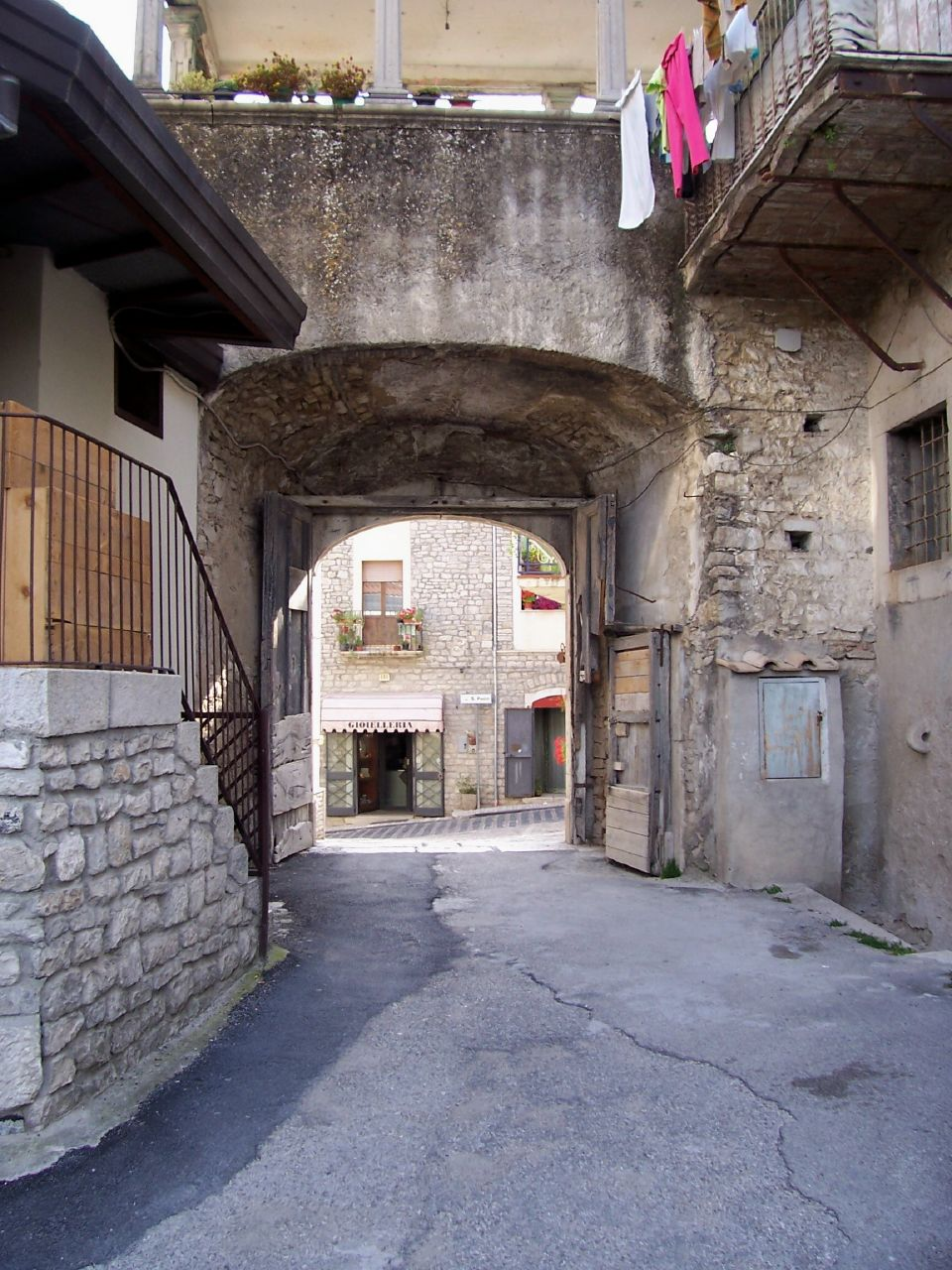
Calle de Pietrelcina.

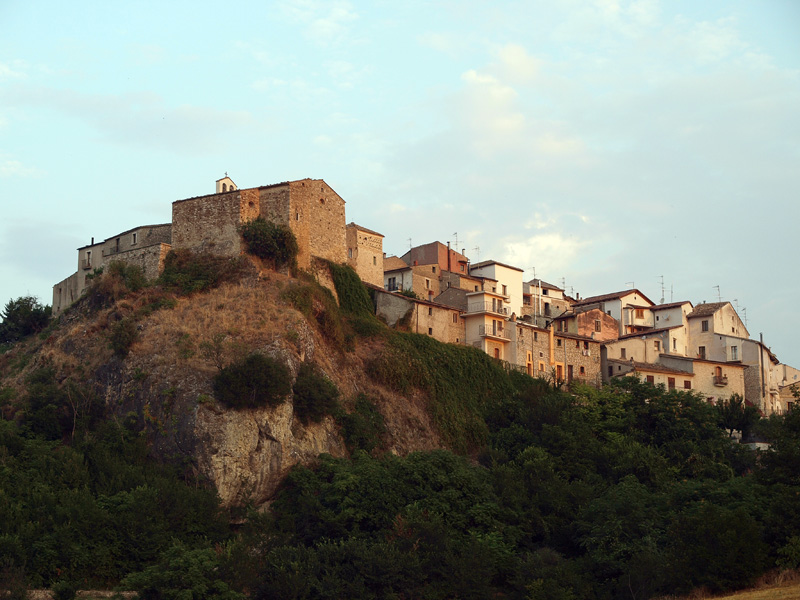
Vista general.

Pietrelcina es una ciudad y comune de la provincia de Benevento en Campania, región del sur de Italia. Es el lugar de nacimiento de san Pío de Pietrelcina (padre Pío).

## Demografía
| Gráfica de evolución demográfica de Pietrelcina entre 1861 y 2001 |
|                                                                   |
| Fuente ISTAT - elaboración gráfica de Wikipedia                   |

## Ciudades hermanadas
Pietrelcina está hermanada con:[cita requerida]
- San Giovanni Rotondo;
- Alatri;
- Wadowice (desde 2006).